# William Spratling
William Spratling (Condado de Livingston, Nueva York, 22 de septiembre de 1900 - Taxco, México, 7 de agosto de 1967) fue un platero y artista nacido en Sonyea en el Condado de Livingston, Nueva York, Estados Unidos, que es conocido por sus creaciones artísticas en plata y su influencia en el diseño de la platería mexicana del siglo XX. Spratling fundó el primer taller dedicado al trabajo artesanal de la plata en Taxco, Guerrero, y creó un programa para enseñar el oficio a los habitantes de la región, dando inicio a lo que llegaría a ser una tradición artesanal en México. En reconocimiento a su labor ha sido llamado el «padre de la plata mexicana». 

## Biografía

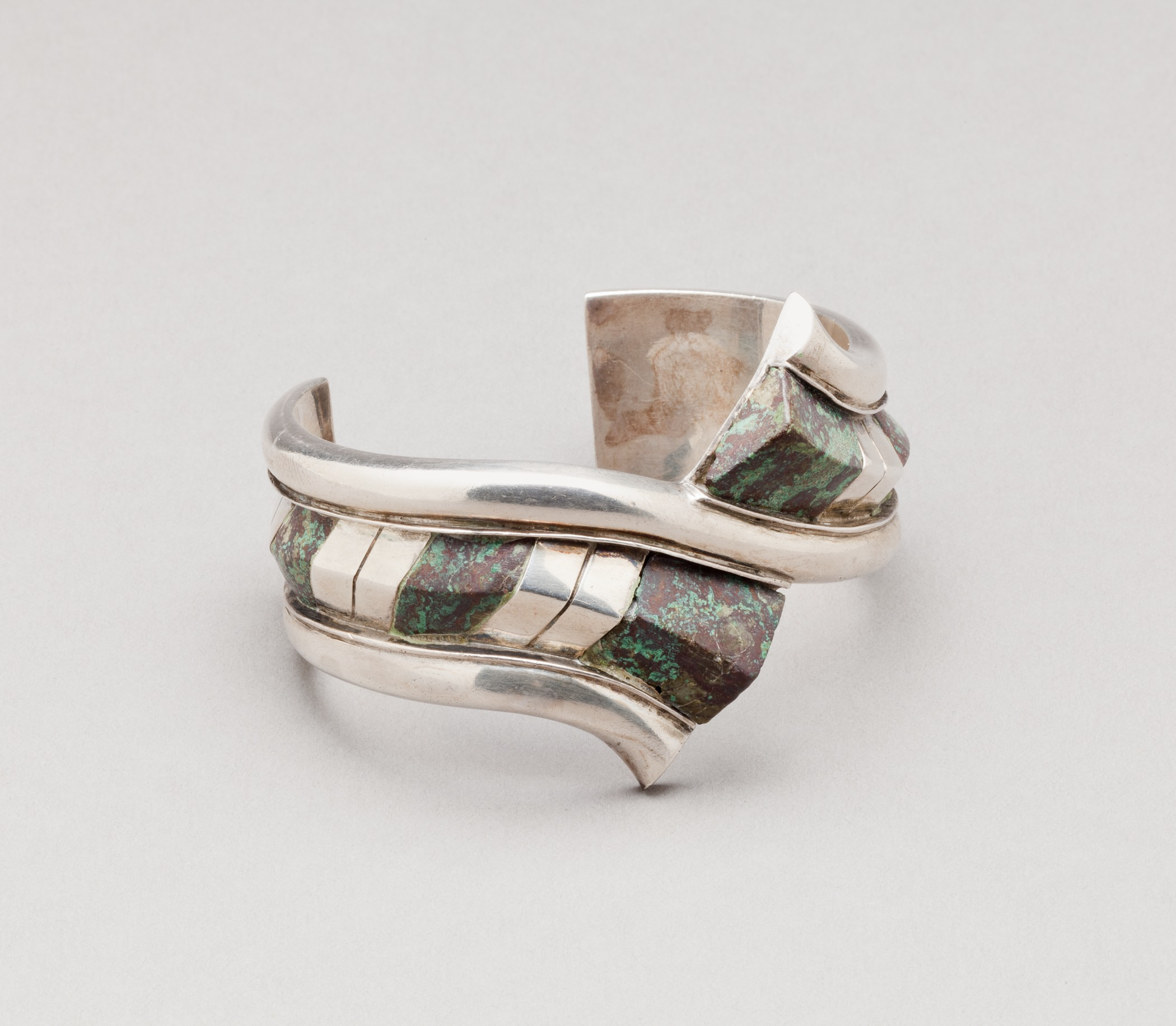
Brazalete torcido con malaquita y plata diseñado por Spratling en 1950

Spratling nació en Sonyea en el Condado de Livingston, Nueva York, era hijo de William P. Spratling, un neurólogo especialista en epilepsia. Después de la muerte de su madre y hermana, Spratling se mudó a la casa de la infancia de su padre en los suburbios de Auburn, Alabama. Se graduó de la Escuela Secundaria Auburn High School y posteriormente cursó la carrera de arquitectura en el Instituto Politécnico de Alabama. Después de su graduación, Spratling aceptó el puesto de instructor en el departamento de arquitectura de la Universidad de Auburn y en 1921 se le ofreció un puesto similar en la Universidad Tulane en Nueva Orleans, Luisiana. Mientras enseñaba en Tulane, Spratling compartió casa con el escritor William Faulkner y colaboraron para producir Sherwood Anderson And Other Famous Creoles, una sátira de atmósfera bohemia del Barrio Francés de Nueva Orleans, en la década de 1920.
En 1929, inspirado por las múltiples visitas veraniegas, se trasladó a México y se integró rápidamente en la escena artística mexicana. Se convirtió en amigo y fuerte defensor de la obra del muralista Diego Rivera, para quien organizó una exposición en el Museo de Arte Metropolitano de Nueva York. Con el dinero que recibió de las comisiones como representante de Rivera, Spratling compró una casa en Taxco, al suroeste de la Ciudad de México. Taxco era un lugar minero por tradición, caracterizado por la producción de plata, pero no tenía una industria nativa que se dedicara a trabajarla. Spratling comenzó a diseñar trabajos en plata principalmente basados en motivos precolombinos y tradicionales, contrató a orfebres locales para producir los diseños en Taxco. A medida que la reputación de los diseños en plata de Spratling creció, amplió su operación y comenzó un programa de aprendizaje para todos los interesados en el diseño en plata, muchos de los cuales siguieron trabajando en el área, con el apoyo de Spratling, una vez que su aprendizaje había terminado.
En la década de 1940, Spratling vendía sus diseños a través de México y los Estados Unidos, y trasladó su estudio de diseño a un rancho al sur de Taxco en Taxco el Viejo. En 1949, el Departamento del Interior de los Estados Unidos inició un programa de intercambio entre el estudio de diseño Spratling y siete estudiantes procedentes de Alaska para poner en marcha un taller similar en aquella región. Si bien el taller de Alaska nunca se convirtió en realidad, los motivos de los diseños de Alaska comenzaron a influir en el trabajo posterior de Spratling. Principalmente, los diseños de plata de Spratling se basaban en motivos aborígenes mesoamericanos, con influencia de otras culturas nativas y occidentales. Para muchos, su obra sirvió como una expresión del nacionalismo mexicano y brindó a los artesanos mexicanos la libertad para crear diseños con formas no europeas. Debido a su influencia en la industria del diseño de plata en México, Spratling ha sido llamado el «padre de la plata mexicana». Spratling era gay, pero la mayoría de los relatos de su vida mencionan este hecho sólo de manera indirecta. William Spratling murió en un accidente automovilístico en las afueras de Taxco, el 7 de agosto de 1967.

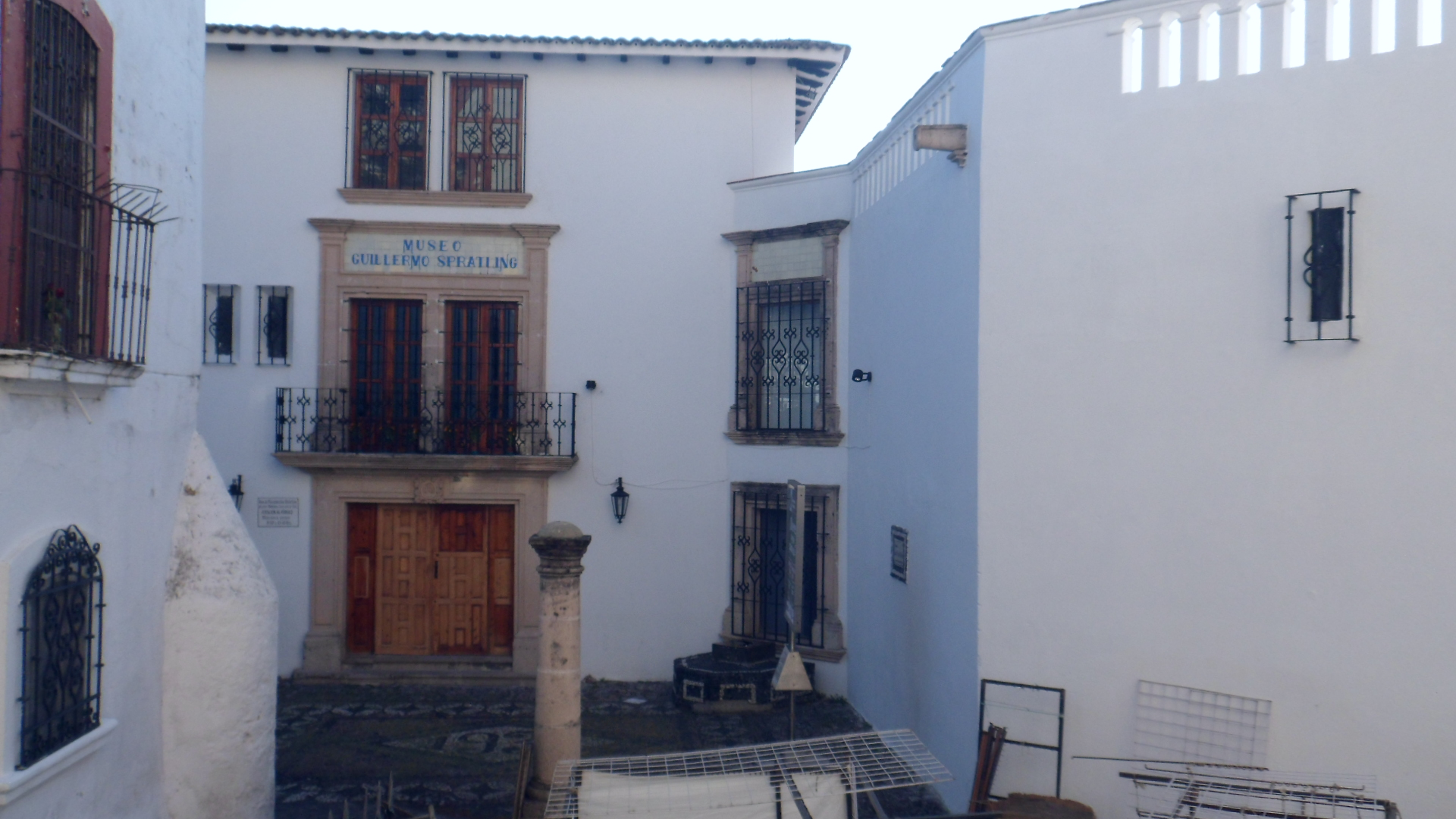
Museo Guillermo Spratling en Taxco, Guerrero